# Saint-Ciers-Champagne
Saint-Ciers-Champagne település Franciaországban, Charente-Maritime megyében. Lakosainak száma 388 fő (2022. január 1.). Saint-Ciers-Champagne Guimps, Allas-Champagne, Brie-sous-Archiac, Meux, Saint-Germain-de-Vibrac, Saint-Maigrin és Montmérac községekkel határos.

## Népesség
A település népessége az elmúlt években az alábbi módon változott:
| Lakosok száma | 501  | 382  | 375  | 363  | 428  | 414  | 416  | 397  | 388  | 388  |
|               | 1968 | 1982 | 1990 | 2006 | 2013 | 2015 | 2017 | 2019 | 2020 | 2022 |